# 高雄市公車科技幹線
高雄市公車科技幹線（紅56），由南台灣客運營運。起點為捷運楠梓科技園區站(園區內)，終點為高雄大學。
高雄市公車科技幹線（紅56）區間車路線，由南台灣客運營運。起點為捷運楠梓科技園區站(園區內)，終點為藍田路口。
路線串聯高雄大學、楠梓科技園區、藍田等地

## 配車
目前配車分別為
日本日野HINO HS8JRVL-UTF：
088-V3~092-V3、095-V3~099-V3(與28、301、301區、紅29、紅33明誠幹線、紅36裕誠幹線共用配車)
日本日野HINO HS2ARXL-UTF：
KKB-8098~KKB-8113(與28、301、301區、紅29、紅33明誠幹線、紅36裕誠幹線共用配車)
中國金旅GOLDEN DRAGON XML6125J15C：
012-V3(與紅33明誠幹線共用配車)
中國申沃SUNWIN SWB6127：
KKA-9136~KKA-9139、KKA-9150~KKA-9158、KKA-9160~KKA-9162(與28、301、301區、紅29、紅33明誠幹線、紅56科技幹線共用配車)
中國亞星ASIASTAR JS6906GH：
909-V2~927-V2(與28、248、301、301區、紅29、紅33明誠幹線、紅36裕誠幹線、
紅53梓官幹線、紅58、紅60共用配車)
偶爾亦有中國金旅GOLDEN DRAGON XML6125J15C車款支援

## 歷史
- (請知情人士協助補寫)
- 2025年2月起：本路線升級為幹線公車並改號為科技幹線(紅56)

## 停站
參見右側路線圖

參見右側路線圖